# اتکینز (نبراسکا)
اتکینز (به انگلیسی: Atkins) یک منطقهٔ مسکونی در ایالات متحده آمریکا است که در نبراسکا قرار دارد.